# 最終氷期極大期

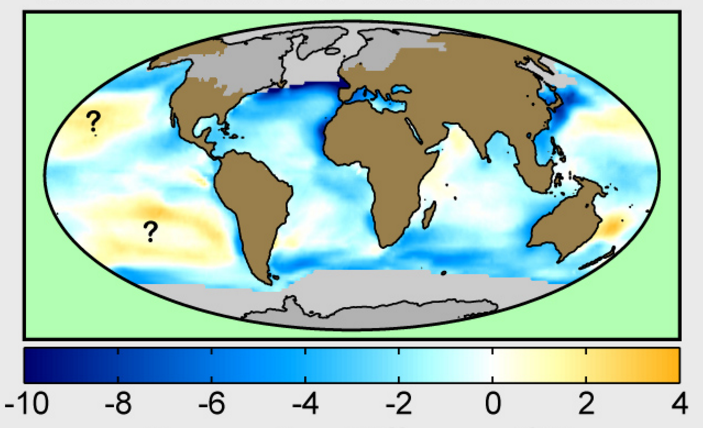
CLIMAPプロジェクト（ 長期調査、マッピング、予測）による、最終氷期極大期における海面温度と氷河作用の変化の地図

最終氷期極大期（さいしゅうひょうききょくだいき、英語：Last Glacial Maximum; LGM）は、地球の気候史の最終氷期の中でも氷床が最も大きくなった最後(最近)の時期である。 
氷床は北米、北欧、アジアの大部分を覆う巨大な氷床が見られた。これらの氷床は地球の気候に大きな影響を与え、干魃、砂漠化、海面の大幅な低下などを引き起こした。その後、「氷河期のピーク」として知られる期間が続いた。
ピーター・クラークらによると、氷床の成長は3万3000年前から始まった。氷床が最大になったのは、約2万6500年前頃(26,500CP)から、北半球で退氷が始まり海面が急激に上昇した1万9000年前もしくは2万年前の間である。南極では約1万4000年前(14,000 CP)に退氷が始まった。
最終氷期極大期はイギリスではディムリントン亜氷期と呼ばれ、3万1000年前から1万6000年前とされている。また、最終氷期極大期はヨーロッパにおける旧石器時代の考古学でいう、オーリニャック文化、グラヴェット文化、ソリュートレ文化、マドレーヌ文化、ペリゴルディアン文化にまたがっている。
最終氷期極大期の後には、晩氷期が続いた。

## 氷河期の気候

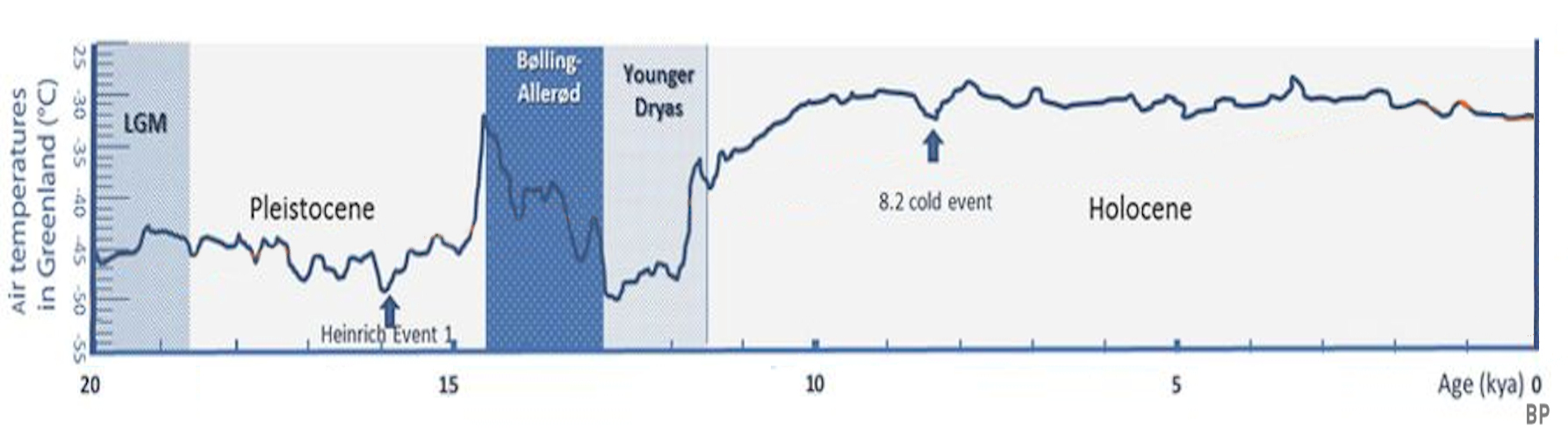
グリーンランド氷床コアによる後氷期の気温の変遷

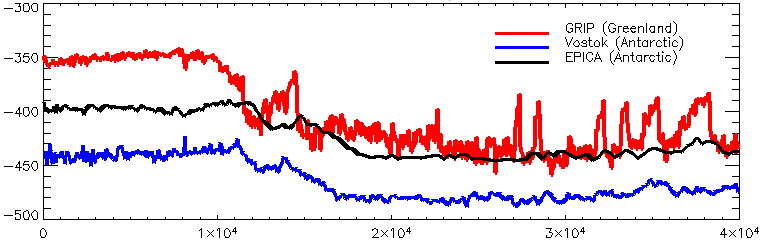
過去4万年分の気温

Blue Marble 3000によると、約21,000年前の世界の平均気温は9℃だった。これは、2013年から2017年の平均気温よりも約6℃低い。また、最終氷期極大期の平均気温は現在よりも約6.1℃低く、平衡気候感度は3.4度であり、コンセンサスの範囲である2～4.5度と一致している。
アメリカ地質調査所によると、最終氷期極大期には恒常的な夏の氷が地球表面の約8％、陸地の約25％を覆っていた。また、USGSは2012年よりも海面が約125メートル（410フィート）低かったとしている。
氷床や氷帽の形成には、長期にわたる寒さと降水(降雪)が必要である。東アジアでは北米やヨーロッパの氷河地帯と同じような気温であったにもかかわらず、標高の高いところを除いて氷河がない状態が続いていた。この違いは、ヨーロッパの氷床の上に広範囲の高気圧が発生していたためである。
最終氷期極大期は世界中で気温が低く、ほとんどの場所で乾燥していた。南オーストラリアやサヘルのような極端な地域では現在と比べて降雨量が90％も減少していた可能性があり、ヨーロッパや北米の氷河期の地域とほぼ同じ程度に植物が減少していた。影響が少なかった地域でも多雨林の面積は大幅に減少し、特に西アフリカではわずかなレフュージアが草原に囲まれているだけであった。
アマゾン熱帯雨林は広大なサバナによって2つの大きなブロックに分割された。東南アジアの熱帯雨林もおそらく同様の影響を受け、スンダランド棚の東端と西端を除いて落葉樹林が拡大した。中央アメリカとコロンビアのチョコ地域だけは熱帯雨林がほぼ無傷で残っていたが、これはこの地域の降雨量が非常に多かったためと考えられている。

最終氷期極大期の植生パターンを示した地図

世界のほとんどの砂漠が拡大した。例外として現在のアメリカ合衆国西部では、ジェット気流の変化により現在は砂漠となっている地域に大雨が降り、ユタ州のボンネビル塩湖を代表とする大きな湖が形成された。これはアフガニスタンやイランでも起こり、カヴィール砂漠に大きな湖が形成された。
オーストラリアでは移動する砂丘が大陸の半分を覆い、南アメリカのグランチャコやパンパも同様に乾燥した。現在の亜熱帯地域でも森林のほとんどが失われた。特にオーストラリア東部、ブラジルの大西洋岸森林、中国南部では、乾燥した条件のために開放的な疎林が多くなった。中国北部は寒冷地でありながら氷河に覆われていなかったため、草原とツンドラが混在していたが、ここでも樹木の北限は現在よりも20°以上南にあった。
最終氷期極大期の前には、完全な不毛の砂漠となった多くの地域が現在よりも湿潤であったと考えられる。特にオーストラリア南部のアボリジニの居住地域は、現在より4万年前から6万年前までの間は雨が多かったと考えられている。
最終氷期極大期には、海抜の低い低中緯度の地表面が現在の温度よりも平均で5.8℃寒かったと推定されている。この推定は従来用いられてきた種の存在量のからではなく、地下水に溶け込んだ希ガスの分析による。